# Hellinsia angulofuscus
Hellinsia angulofuscus là một loài bướm đêm trong họ Pterophoridae. Loài bướm đêm này được tìm thấy ở Argentina (Salta), Brasil (Sao Paulo) và Paraguay (Asuncion). Con trưởng thành có sải cánh dài 16–17 mm. Cánh trước màu trắng kem. Cánh sau màu trắng xám. Con trưởng thành bay vào tháng 4 và 6 trong năm. Ấu trùng ăn các loài thực vật Wulffia baccata.